# المقاتل النهائي: فريق بيسبنغ ضد فريق ميلر
المقاتل النهائي: فريق بيسبنغ ضد فريق ميلر (بالإنجليزية: The Ultimate Fighter: Team Bisping vs. Team Miller)‏ هو الدفعة الرابعة عشر من المسلسل التلفزيوني الواقعي المقاتل النهائي الذي أنتجته بطولة القتال النهائي (يو إف سي). تم عرضه لأول مرة في 21 مارس 2011.